# 한국무브넥스
한국무브넥스(Korea Movenex)는 자동차 drive shaft 및 axle모듈  부품 제조 및 판매를 주사업으로 영위하는 코스피 상장 기업이다. 매출은 차부품 89%, 프랜지 7% 가량으로 구성된다. 자동차 부품으로는 악셀과 브레이크, 하프섀프트(Halfshaft) 등을 생산하며 대부분의 제품을 현대자동차 그룹으로 납품하며
현대자동차그룹 산하 로봇 기업인 보스턴다이내믹스가 사용하는 로봇 부품 정밀 금형을 담당하고 있다고 기사가 났으나 회사가 이를 부인하였다.

## 서한그룹
한국무브넥스는 자동차 부품그룹인 서한그룹의 지주회사 역할도 하고 있다. 서한이란 김윤수 회장의 호이다.
한국프랜지공업 창업주인 김영주(1920 - 2010.8) 전 명예회장은 정주영 현대그룹 창업주의 여동생의 남편이다. 서울 세종대로사거리의 현대해상화재 빌딩에 입주한 본사 입구에는 정주영 현대그룹 창업주의 흉상이 비치되어 있는데 이는 한국프랜지공업이 범(凡) 현대가(現代家)에 속한다는 것을 보여주기 위함이다.
서한그룹은 자동차부품 회사들인 서한산업, 엠테스, 캄텍, 서한Warner, Kofco USA 등을 비롯해 자유 단조 및 풍력발전 분야의 서한ENP, 무역 회사인 서한 글로비즈 등의 회사로 구성된다.

## 종속기업
- 북경서한, 오토메탈글로벌, KOFCO USA